# Тучин (село)
Тучин (укр. Тучин) — село, входит в Гощанскую поселковую общину Ровненского района Ровненской области Украины.
Население в 2023 году составляло ▼2187 человек. Население по переписи 2001 года составляло 2540 человек. Почтовый индекс — 35415. Телефонный код — 3650. Код КОАТУУ — 5621288401.

## История
До Второй мировой войны Тучин заселяли украинцы, евреи (более 70 % населения), поляки. Село было центром гмины Ровненского повета Волынского воеводства Польши. 
Во время оккупации в селе было организовано еврейское гетто. 24-26 сентября 1942 года в гетто произошло вооруженное восстание, в котором приняло участие около 60 молодых узников.
После освобождения Тучина силами Красной армии оказались живыми всего 20 евреев.

## Известные люди
В селе родился советский партизан и разведчик, писатель Николай Владимирович Струтинский (1920—2003).
Директором колхоза в селе долгое время работал Герой Социалистического Труда Николай Филиппович Зинчук.